# 聶傑人
聂杰人（18世纪？—1796年），清代嘉庆年间湖北白莲教起义起义首领，湖北宜都人。

## 生平
聂杰人出身地主，号称首富。乾隆六十年（1795年），跟随张宗文入白莲教。嘉庆元年正月初七（1796年2月15日），与张正谟聚众千余人，在湖北宜都、枝江交界的温泉窑、洋郑畈一带举行起义，建元天運，揭开了五省白莲教大起义的序幕。后由江家垱转至灌湾脑，击杀署宜昌镇总兵曾攀柱。和清将富志那在凤凰山交战，战败，出降。九月，解至京师被杀。